# Аккулево
Аккулево (баш. Аҡкүл) — деревня в Орловском сельсовете Архангельского района Республики Башкортостан России.

## Население
| 2002 | 2009 | 2010 |
| ---- | ---- | ---- |
| 17   | ↘15  | ↘5   |

Согласно переписи 2002 года, преобладающие национальности —  башкиры (47 %), русские (41 %).

## Географическое положение
Расстояние до:
- районного центра (Архангельское): 18 км,
- центра сельсовета (Орловка): 1 км,
- ближайшей железнодорожной станции (Приуралье): 28 км.

Находится на левом берегу реки Зилим.